# Sie (1954)
Sie ist ein deutscher Spielfilm von Rolf Thiele aus dem Jahr 1954 nach dem Roman „Céline“ (deutscher Titel: „Sie“) von Gábor von Vaszary aus dem Jahr 1952.

## Handlung
Es ist die Geschichte des jungen ungarischen Zeichners Ypsilon, der in Paris lebt und sich gerade von seiner Freundin Louise, die ihn betrogen hatte, getrennt hat. In der Situation lernt er die noch jüngere Celine kennen. Die 17-Jährige, die im Zeitungsverlag ihres Vaters arbeitete, war ihm bereits mehrmals vorgestellt worden, aber er wusste es nicht mehr. Celine war der Meinung, dass sie sehr gut ohne Ypsilon auskommen könnte, was nach ihrer Meinung Grund genug für die beiden sein dürfte, zu heiraten. Natürlich war sie noch viel zu jung um richtig heiraten zu dürfen, aber sie knieten vor dem Altar in Notre Dame und waren der Meinung, dass man nun keinen Pfarrer mehr benötigte. Die standesamtliche Trauung konnte ja noch vier Jahre warten. Sie bewohnten eine romantische Wohnung auf einem Hinterhof und ihr erster Eintrag im Haushaltsbuch war: „Am ersten Tag unserer Ehe hatten wir keine Ausgaben – Madame Celine“.
Wie in allen Ehen gab es schöne und weniger schöne Tage. Zeugen dafür waren die Freunde Ypsilons Semmelhans und Joska. Die beiden waren auch sehr verliebt, der eine in Monika und der andere in seine Fotokamera. Ypsilon nähte für Celine ein Kleid mit einem solch gewagten Ausschnitt, dass sie es nur zu Hause tragen konnte. Als einmal Einbrecher ihre Wohnung ausräumten, gab er ihr zwei Taschentücher und sie machte sich ein Höschen daraus. Dann verliebte sich Ypsilon in die dramatische Italienerin Din, die alle Welt, eingeschlossen ihren Vater und ihren Hund, tyrannisierte. Das Ergebnis war der letzte Satz in Celines Haushaltsbuch: „Am letzten Tag unserer Ehe hatten wir keine Ausgaben“.
Ypsilon bemerkte aber nach nicht allzu langer Zeit, dass er Celine doch liebte und der Gang zum Standesamt war klar.

## Produktion
Der Film wurde im Filmatelier Göttingen produziert. Die Drehorte für die Außenaufnahmen befanden sich in Göttingen, Osterode und Paris. Produzent Hans Abich übernahm zugleich die Produktionsleitung. Die Liedtexte für „Das kleine Wort Salut“ und „Ein Walzer für zwei“ stammten von Fritz Graßhoff. Komponist für den Titel „Der Schleier fiel von meinen Augen“ stammt von Joseph Kosma. Die Musikbeiträge wurden durch Helmut Zacharias und das Polydor-Orchester ausgeführt. „Sie“ wurde in Schwarzweiß gedreht und hatte am 9. September 1954 im Theater am Kröpcke in Hannover Premiere. Auf RTL II wurde der Film am 20. November 1993 erstmals im Fernsehen gesendet.

## Kritik
Das Lexikon des internationalen Films bescheinigt dem Film glatte Lustspieleffekte, ein Übermaß an Sentimentalität und eine Prise Erotik. Diese werden der Atmosphäre des zugrundeliegenden kleinen Liebesromans von Gabor von Vaszary nicht gerecht.